# ダニエル・カルボネール
ダニエル・カルボネール・アレドンド（Daniel Carbonell Arredondo、1991年3月29日 - ）は、キューバ・カマグエイ州カマグエイ出身のプロ野球選手（外野手）。右投右打。

## 経歴

### キューバ時代
2009年からセリエ・ナシオナル・デ・ベイスボルのガナデロス・デ・カマグエイでプレー。4年間で190試合に出場し、9本塁打70打点、打率.287だった。
2013年10月にレオネス・デ・インダストリアレス所属のオーランド・ペレスと共にメキシコへ亡命。

### ジャイアンツ傘下時代
2014年6月16日にサンフランシスコ・ジャイアンツと総額350万ドル+出来高350万ドルの4年契約を結び、40人枠入りした。契約後は傘下のルーキー級アリゾナリーグ・ジャイアンツで10試合に出場。打率.314・1本塁打・4打点・4盗塁と結果を残し、8月8日にA+級サンノゼ・ジャイアンツへ昇格。21試合に出場し、打率.344・3本塁打・12打点・7盗塁と好成績を残した。
2015年はA+級サンノゼとAA級リッチモンド・フライングスクウォーレルズで合計122試合に出場し、打率.220、7本塁打、39打点という成績だった。9月16日にDFAとなったが、マイナー契約で残留した。
その後もメジャー昇格の機会はなく、2018年4月11日にジャイアンツを自由契約となった。

### メキシカンリーグ時代
2018年4月25日にメキシカンリーグのタバスコ・キャトルメンと契約した。タバスコでは2018年に82試合、2019年に112試合に出場した。
2020年1月23日にカンペチェ・パイレーツにトレード移籍した。この年はは新型コロナウイルスの感染拡大の影響でメキシカンリーグが開催中止となった。2021年は56試合に出場。
2022年2月18日に自由契約となった。以降はいずれの球団にも所属していない。